# 梓真由美
梓 真由美（あずさ まゆみ、1957年9月29日 - ）は、日本の女性歌手。

## 経歴
- 東京都出身。
- 1977年日本テレビのオーディション番組「スター誕生!」に出場し同年9月25日にデビュー。
  - スター誕生同期デビューは、神田広美、清水由貴子、久木田美弥、谷ちえ子、ものえ和恵

## 略歴
- 1976年3月、大妻高校卒業。
- 1977年、「日本テレビ・スター誕生!」に出場。同年9月、日本ビクターより「白い猫おいで」でデビュー。この年に調理師専門学校を卒業し、調理師免許を取得した。
- 2008年　現在、オリジナル曲の作成、ライブ活動などを行っている。

## 音楽

### シングル
| No. | 発売日    | 曲名         | 作詞 | 作曲 | 編曲 |
| --- | --------- | ------------ | ---- | ---- | ---- |
| 1   | 1977年9月 | 白い猫おいで | [[]] | [[]] | [[]] |
| c/w | 1977年9月 | 青い闇ん中   | [[]] | [[]] | [[]] |

スター誕生！アイドル・メモリアル　幻のデビュー曲コレクション  Vol1 |